# One Day at a Time (Em's Version)
«One Day at a Time (Em's Version)» — другий сингл американського репера Тупака Шакура із саундтреку стрічки «Тупак: Воскресіння». Оригінал 1996 року записано з участю Шакура й Spice 1. На пісню не знято відеокліп.

## Список пісень
Треклист на обох сторонах ідентичний.
| #  | Назва                                                                           | Продюсер | Тривалість |
| -- | ------------------------------------------------------------------------------- | -------- | ---------- |
| 1. | «One Day at a Time (Em's Version)» (з участю Eminem та Outlawz) (Clean Version) | Eminem   | 3:46       |
| 2. | «One Day at a Time (Em's Version)» (з участю Eminem та Outlawz) (Dirty Version) | Eminem   | 3:46       |
| 3. | «One Day at a Time (Em's Version)» (з участю Eminem та Outlawz) (Instrumental)  | Eminem   | 3:46       |

## Чартові позиції
| Чарт                                    | Найвища позиція |
| --------------------------------------- | --------------- |
| Велика Британія (UK Singles Chart)      | 134             |
| США (Billboard Hot 100)                 | 80              |
| США (Hot R&B/Hip-Hop Songs) (Billboard) | 51              |
| США (Rap Songs) (Billboard)             | 22              |